# Arnold Schering
Arnold Schering, född 2 april 1877 i Breslau, död 7 mars 1941 i Berlin, var en tysk musikhistoriker.
Schering var elev av Joseph Joachim i violinspel, blev filosofie doktor i Leipzig 1902, privatdocent i musikhistoria och estetik vid universitetet där 1907, extra ordinarie professor där 1915, ordinarie professor vid universitetet i Halle an der Saale 1920 och ordinarie professor vid universitetet i Berlin 1928. 
Schering utgav bland annat Geschichte des Instrumentalkonzerts (1903–05), Geschichte des Oratoriums (1911), Die niederländische Orgelmesse (1912) och Studien zur Musikgeschichte der Frührenaissance (1914). Han sysslade särskilt med Johann Sebastian Bach och utgav sedan 1904 Nya Bachsällskapets årsbok. Vidare bearbetade han tredje upplagan av Arrey von Dommers "Handbuch der Musikgeschichte" (1914) och utgav flera äldre musikverk (delvis samlingar). 
Schering påträffade 1908 i Uppsala universitetsbibliotek manuskriptstämmorna till Heinrich Schütz juloratorium, som länge trotts ha gått förlorat.
Efter nazisternas maktövertagande deltog han i omorganisationen av musikforskningen enligt nazistiska principer.